# Mount Harper, Antarktis
Mount Harper är ett berg i Antarktis. Det ligger i Västantarktis. Argentina, Chile och Storbritannien gör anspråk på området. Toppen på Mount Harper är 1 405 meter över havet.
Terrängen runt Mount Harper är kuperad åt nordost, men åt sydväst är den platt. Trakten är obefolkad. Det finns inga samhällen i närheten.